# Jason Wyngarde
Jason Wyngarde, conosciuto anche come Mastermind, è un personaggio dei fumetti creato da Stan Lee e Jack Kirby, pubblicato dalla Marvel Comics. La sua prima apparizione è in X-Men (I serie) n. 4 (marzo 1964).
È un mutante malvagio col potere di generare qualsiasi illusione con la forza del pensiero. È stato uno dei primi membri della Confraternita dei mutanti malvagi. Jason Wyngarde è un uomo magro con capelli e baffi neri. Spesso ha usato i suoi poteri illusori per assumere l'apparenza di un giovane molto attraente. Nel suo travestimento preferito, sfoggia uno stile vittoriano e una barba molto folta.
Dopo la morte di Wyngarde a causa del Virus Legacy, sono entrate in scena le sue due figlie, anch'esse con le abilità illusorie del padre. Una di loro usa lo stesso nome in codice del padre, mentre l'altra è conosciuta come Lady Mastermind.

## Biografia del personaggio
Non si conosce molto della sua vita prima che facesse parte della Confraternita dei mutanti malvagi. Con l'aiuto di Mastermind, la confraternita prese possesso di una regione del Sudamerica grazie ad un'illusione di mille soldati. Dopo che la Confraternita fu sconfitta dagli X-Men, il gruppo tentò di reclutare Stranger nelle loro file. Stranger, si rivelò un'enigmatica entità cosmica, invece di un mutante, e trasformò Mastermind in pietra.
Dopo che l'incantesimo finì, Jason entrò nel Fattore 3, un'organizzazione che voleva conquistare il mondo. Il fattore 3 si sciolse definitivamente quando il loro leader si rivelò un alieno, invece di un mutante. Alcuni membri di Fattore 3, Blob e Unus l'intoccabile, presero parte insieme a Jason al progetto di riformare la confraternita dei mutanti malvagi.
Questa nuova confraternita cercò nuove reclute: Mastermind tentò di reclutare Bestia nel suo gruppo, fallendo. Successivamente Magneto ritornò nel gruppo prendendone guida e creando il progetto Alpha. Questa nuova creazione di Magneto tramutò l'intera squadra in neonati, incluso sé stesso. Fu più tardi parte della prima incarnazione della Cerchia Interna del Club infernale, che tentò di rapire Jean Grey, senza successo.
Mastermind mori in seguito a causa del Virus Legacy, ma prima di soccombere, chiese a Jean Grey perdono per quello che aveva fatto, Jean lo perdonò facendolo morire in pace.

## Poteri e abilità
Il potere mutante di Mastermind è confondere ed alterare le percezioni degli esseri viventi e creare illusioni. Può con la sola forza del pensiero causare ad altre persone illusioni ottiche, uditive, olfattive e palpabili. Inoltre è capace di creare illusioni diverse nello stesso luogo decidendo cosa far vedere e a chi.
Grazie al suo potere può modificare il suo aspetto o rendersi invisibile. Questa sua capacità è alla pari delle capacità illusorie di telepati molto potenti come il Professor Xavier e Jean Grey, sebbene contro quest'ultima si è servito di un dispositivo di ampliamento del potere per poterla manipolare.

## Altre versioni

### Ultimate X-Men
Mastermind è apparso anche nell'universo Ultimate. Il suo look cambia drasticamente. Usa occhiali sportivi, il corpo è più muscoloso, i capelli sono lisci bianchi con una lunga coda, e anziché dei baffi ha un pizzetto. Anche in quest'universo è un membro della confraternita dei mutanti malvagi di Magneto, e pare essere attratto da Scarlet.

### L'era di Apocalisse
Ne L'era di Apocalisse, Jason Wyngarde è stato una delle molte vittime del regime di Apocalisse. È stato usato negli esperimenti di viaggi temporali di Sugar Man, che lo hanno reso muto, poi salvato da un viaggiatore temporale, X-Man, e furono Magneto e Forge a prendersene cura. Anni dopo, entra nella squadra di Forge Outcasts, un gruppo di resistenza che viaggiava sotto forma di troupe teatrale per copertura. È stato infine ucciso dal cacciatore di taglie Domino.

## Altri media
- Mastermind appare in un cameo in un episodio della serie L'Uomo Ragno e i suoi fantastici amici in uno schermo televisivo. Nell'episodio è presente anche Magneto.
- Appare in alcuni episodi nella serie animata Insuperabili X-Men. Appare nella trasposizione televisiva della Saga di Fenice Nera mentre cerca di portare Jean Grey nella Cerchia Interna del Club infernale (anche se Emma Frost lo aiuta con la telepatia e non con un dispositivo tecnologico), ma finisce poi in coma quando lei si riprende dal suo controllo e diventa Fenice Nera. In un altro episodio una versione alternativa di Wyngarde è un membro di una squadra di resistenza mutante.
- Mastermind è l'antagonista principale della serie animata anime X-Men.